# Edwin Schuster
Edwin Schuster (* 29. Dezember 1888 in Wien; † 21. August 1942 im KZ Mauthausen) war ein österreichischer Politiker (SDAP) und Widerstandskämpfer.
Schuster war beruflich als Eisenbahner tätig und arbeitete ab 1919 bei der Franz-Josefs-Bahn. Er trat 1912 der Sozialdemokratischen Arbeiterpartei bei und engagierte sich zudem in der Gewerkschaft und in der SDAP-Döbling, wo er die Funktion des Obmannes der Unterrichtsorganisation innehatte. Nach dem Verbot der Sozialdemokratischen Partei war Schuster im Widerstand gegen den Austrofaschismus und den Nationalsozialismus aktiv, woraufhin er wegen „kommunistischer Betätigung“ im Februar 1942 verhaftet wurde. Nach einigen Monaten wurde er in das KZ-Mauthausen verschleppt, wo er noch im selben Sommer unter nie geklärten Umständen starb. 1989 wurde ihm zu Ehren ein Gemeindebau in Wien-Döbling in Edwin-Schuster-Hof benannt.